# 芭尔芭拉·沃尔尼茨卡-谢夫奇克
芭尔芭拉·沃尔尼茨卡-谢夫奇克（波蘭語：Barbara Wolnicka-Szewczyk，1970年3月21日—），波兰女子击剑运动员。她曾代表波兰参加1992年、1996年和2000年夏季奥林匹克运动会击剑比赛，获得一枚银牌。